# Rytmen av ett regn
"Rytmen av ett regn", skriven av Morgan Hjalmarsson och Camilla Andersson, är en poplåt, först framförd av Milla's Mirakel!. Singeln släpptes den 15 april 1987  och placerade sig som högst på åttonde plats på den svenska singellistan.
Den 11 juli 1987 låg melodin etta på Sommartoppen. Melodin testades även på Svensktoppen, där den låg i tolv veckor under perioden 13 september-29 november 1987, av vilka de fem första var på förstaplatsen .
Dansbandet Svänzons spelade in den 2001 och släppte den på singel , och man framförde den även i Dansbandskampen 2009.

## Listplaceringar
| Lista (1987) | Topplacering |
| ------------ | ------------ |
| Sverige      | 8            |